# Zalesie Śląskie
Zalesie Śląskie is een dorp in de Poolse woiwodschap Opole. De plaats maakt deel uit van de gemeente Leśnica en telt 1468 inwoners.